# Pseudoglessula conradti
Pseudoglessula conradti é uma espécie de gastrópode  da família Subulinidae.
É endémica da Tanzânia.